# 卡爾梅克汗國
卡爾梅克汗國，是在1630年代由衛拉特當中土爾扈特人和鄂爾勒克建立的汗國，範圍在伏爾加河下游，今俄罗斯联邦的斯塔夫罗波尔至阿斯特拉罕一帶。

## 历史
四卫拉特联盟解体後，土尔扈特部因躲避准噶尔部的侵袭，离开准噶尔盆地西迁至伏尔加河下游的里海沿岸。俄罗斯沙皇国兴起後，他們偶爾也會突襲俄國南方，但主要替俄國防備周圍的突厥穆斯林。汗國也有參與過俄波之爭，該汗國曾出動騎兵協助俄方攻打波蘭，波蘭則有嘗試過遊說让他们西遷到時屬於波蘭的烏克蘭西部並倒戈波蘭以對俄作戰，但未成功。
1724年9月，俄罗斯皇帝任命策凌敦多布为“卡尔梅克汗国汗鄂尔齐”（相当于蒙古人的储君珲台吉）。自此，汗国的汗位继承人由沙皇俄国控制，从阿玉奇之子策凌敦多布起，直至敦罗卜旺布、敦罗布喇什止，汗国悉为俄罗斯所属，由俄罗斯帝国政府将其首领封汗。
在1771年1月5日，渥巴錫帶領下大部分人遷回清帝国，中途受哈薩克人攻擊，不斷失去人員、牲畜和財產，於8月中旬到新疆時因疾病和戰鬥失去了超過10萬人。乾隆皇帝下令接納。清政府將他們安置在新疆伊犁河上游，為他們提供了最必要的東西：米、茶、麵包、牲畜和衣服。然後將他們分為兩部。而一部分留居伏尔加河流域，後因此又被称为“卡尔梅克”（突厥语意为“留下来的”人）。同年10月19日，俄国女皇叶卡捷琳娜二世颁布关于废除卡尔梅克汗国的命令，取消汗国“汗”和“汗鄂尔齐”称号。阿斯特拉罕省务厅下设受省长监督的特别管理处，管理卡尔梅克人事务。

## 君主
西迁初时称“太师”，阿玉奇统治时开始称“汗”。
| 名號       | 在位時間      |
| ---------- | ------------- |
| 和鄂尔勒克 | 1628年—1643年 |
| 书库尔岱青 | 1645年—1667年 |
| 朋楚克     | 1667年—1670年 |
| 阿玉奇     | 1670年—1724年 |
| 策凌敦多布 | 1724年—1735年 |
| 敦罗卜旺布 | 1735年—1741年 |
| 敦罗布剌什 | 1741年—1761年 |
| 渥巴锡     | 1761年—1771年 |